# Christopher Schneidler
Christopher Schneidler, döpt 23 februari 1721 i Stockholm, död 7 augusti 1787 i Stockholm född, var en svensk bokbindare och konsthantverkare verksam under 1700-talet. Han var verksam i över tre decennier som bokbindare åt kungahuset och anses vara en av sin tids mest framstående svenska bokbindare.

## Biografi
Christopher Schneidler föddes i Stockholm som son till bokbindaren Abraham Schneidler och Anna Rosina Brandel. Han tillhörde en välkänd bokbindarsläkt med rötter i Hildesheim i Tyskland. Hans farfar Joost Schneidler hade invandrat till Sverige 1673 och etablerat sig som bokbindare i Stockholm. Både Christophers far och farbror var bokbindare, vilket gav honom en stark start i yrket.
Schneidler började sin bokbindarutbildning 1739 som lärling i faderns verkstad. Efter gesälltjänstgöring, inklusive en utbildningsresa till Tyskland, blev han 1746 godkänd som mästare i bokbinderi. Hans mästarprov var en rikt dekorerad tysk bibel tryckt 1736, bunden i ljust kalvskinn i så kallad gyllenläderstil med guldpräglade denteller.
Hovbokbindare
År 1754 utsågs Schneidler till hovbokbindare. Han arbetade främst för drottning Lovisa Ulrika, som var en stor samlare av litteratur och vetenskapliga verk. Många av hennes böcker bands i ett särskilt band med ljust kalvskinn, guldpräglad rygg med röd bakgrund och hennes vapen på framsidan. Schneidlers band kännetecknas av hög kvalitet och rik gulddekor.
Även Gustav III, Lovisa Ulrikas son, lät binda flera böcker hos Schneidler. Böcker åt honom bands ofta i röd marokäng (getskinn) med guldpräglade kronor och stjärnor, samt pärmexlibris. Ett exempel är Sweriges Rikes lag, tryckt 1736 och överlämnad till Gustav på hans sextonårsdag 1762.

### Stil och teknik
Schneidlers arbeten kännetecknas av avancerad guldprägling, ofta utförd i tekniken semé, där små dekorelement sprids ut över ytan. Guldarbetet utfördes för hand med små stämplar och tunna blad av guld – ett tidskrävande och dyrbart arbete. Alla bevarade band från hans verkstad uppvisar denna högkvalitativa förgyllning.

### Familj och eftermäle
Christopher Schneidler var gift två gånger och fick sammanlagt sexton barn. Tre av hans söner blev också bokbindare, och en dotter gifte sig med en bokbindare, vilket fortsatte familjens tradition. Släkten Schneidler fortsatte att vara verksam inom bokbinderi i flera generationer, så som Carl Edvard Schneidler och Edvard Schneidler. Flera ättlingar blev även framstående inom andra områden, bland annat sjömilitären viceamiralen John Schneidler.
Christopher Schneidler avled i Stockholm 1787. Hans arbeten är idag eftertraktade av samlare och finns bevarade i bland annat Kungliga biblioteket och Riksarkivet. Schneidler är representerad vid bland annat Nationalmuseum i Stockholm.